# تاتسويا شيوزاوا
تاتسويا شيوزاوا (باليابانية: 塩沢 達也) (11 نوفمبر 1982 في شيزوكا في اليابان – )؛ هو لاعب كرة قدم سابق كان يلعب كمهاجم.

## وصلات خارجية
- تاتسويا شيوزاوا على موقع رابطة كرة القدم اليابانية للمحترفين (اليابانية)
- تاتسويا شيوزاوا على موقع عالم كرة القدم.نت (الإنجليزية)